# الغاز الطبيعي في الولايات المتحدة

كان الغاز الطبيعي أكبر مصدرٍ لإنتاج الطاقة في الولايات المتحدة في عام 2016، إذ كان يمثّل 33% من إجمالي الطاقة المُنتَجة في البلاد. وأصبح الغاز الطبيعي أكبر مصدرٍ لتوليد الكهرباء في الولايات المتحدة منذ يوليو 2015.
في عام 2012، أنتجت الولايات المتحدة 25.3 تريليون قدم مكعب من الغاز الطبيعي المسوّق، بمتوسّط قيمة رأس البئر 2.66 دولار لكل ألف قدم مكعب، ليبلغ إجمالي قيمة رأس البئر 67.3 مليار دولار. في عام 2013، أنتجت البلاد 30.0 تريليون قدم مكعب (TCF) من الغاز المسوّق. مع 7545 مليار قدم مكعب (BCF)،  كانت منطقة إنتاج الغاز الرائدة في الولايات المتحدة في عام 2013 هي تكساس، تليها بنسلفانيا (3259 مليار قدم مكعب)، ولويزيانا (2407 مليار قدم مكعب). حقّق إنتاج الغاز الطبيعي في الولايات المتحدة مستوياتٍ قياسية جديدة لكلّ عام بدءًا من عام 2011 حتى عام 2015. وصل إنتاج الغاز الطبيعي المسوّق في عام 2015 إلى 28.8 تريليون قدم مكعب، بزيادةٍ بلغت 5.4% عن عام 2014، وزيادة بنسبة 52% عن إنتاج 18.9 تريليون قدم مكعب في عام 2005. تشمل صناعة الغاز الطبيعي التنقيب عن الغاز الطبيعي وإنتاجه ومعالجته ونقله وتخزينه وتسويقه بالإضافة إلى تسويق سوائل الغاز الطبيعي (NGLs). يشكّل التنقيب عن الهيدروكربونات (الغاز الطبيعي والنفط) وإنتاجه صناعةً واحدة، وتنتج العديد من الآبار النفط والغاز معًا.
بسبب زيادة العرض، فإن أسعار المستهلكين للغاز الطبيعي أقل بكثير في الولايات المتحدة من الأسعار التي في أوروبا واليابان. شجّع انخفاض سعر الغاز الطبيعي، الذي يتمتّع ببصمةٍ كربونية أصغر مقارنةً بالفحم، على النمو السريع في الكهرباء المولّدة من الغاز الطبيعي.
بين عامي 2005 و2014، ارتفع إنتاج الولايات المتحدة من سوائل الغاز الطبيعي (NGLs) بنسبة 70%، من 1.74 مليون برميل يوميًا في عام 2005 إلى 2.96 مليون برميل يوميًا في عام 2014.
وفي العام 2023 ووفقاً للبيانات التي جمعتها بلومبرغ حتى 31 ديسمبر. تصدرت الولايات المتحدة قائمة أكبر دول العالم المصدرة للغاز الطبيعي المسال لأول مرة في تاريخها، حيث تفوقت شحناتها في 2023 على أكبر موردتين للوقود وهما قطر وأستراليا حيث صدّرت الولايات المتحدة 91.2 مليون طن متري من الغاز الطبيعي المسال في عام 2023، وهو رقم قياسي للبلاد.
على الرغم من أن الولايات المتحدة هي الرائدة عالميًا في إنتاج الغاز الطبيعي، إلا أنها تحتلّ المرتبة الخامسة في الاحتياطيات المؤكّدة من الغاز الطبيعي، بعد كل من روسيا وإيران وقطر وتركمانستان.

## هيكل الصناعة
غالبًا ما تنقسم صناعة النفط والغاز في الولايات المتحدة بصورةٍ غير رسمية إلى «المنبع» (التنقيب والإنتاج)، و«منتصف المجرى» (النقل والتكرير)، و«المصب» (التوزيع والتسويق). يشترك النفط والغاز الطبيعي في قطاع المنبع (التنقيب والإنتاج) ذاته، لكن قطاعي منتصف المجرى والمصب منفصلان إلى حدٍّ كبير. تُنتج جميع شركات النفط الكبرى في الولايات المتحدة النفط والغاز. رغم ذلك، تتفاوت الكمّيات النسبية للنفط والغاز المُنتجين تفاوتًا كبيرًا. من بين أكبر عشر شركات مُنتجة للغاز الطبيعي في الولايات المتحدة لعام 2009، كانت هناك ثلاث شركات فقط (بريتيش بتروليوم وكونوكو فيليبس وإكس تي أو للطاقة) من بين أكبر عشر شركاتٍ مُنتجة للنفط.
| الترتيب                                      | الشركة               | مليار قدم مكعب/ سنويًا |
| 1                                            | بريتيش بتروليوم      | 907                   |
| 2                                            | إكس تي أو إنيرجي     | 855                   |
| 3                                            | كونوكو فيليبس        | 850                   |
| 4                                            | شركة الطاقة تشيسابيك | 835                   |
| 5                                            | أناداركو بتروليوم    | 817                   |
| 6                                            | دافون للطاقة         | 743                   |
| 7                                            | إنكانا               | 590                   |
| 8                                            | إكسون موبيل          | 566                   |
| 9                                            | شركات ويليامز        | 435                   |
| 10                                           | إي أو جي ريسورسز     | 422                   |
| الإنتاج المملوك السنوي لعام 2009. المصدر:[8] |                      |                       |

في عام 2009، كان الإنتاج الذي تملكه الشركات العشر الأولى 31٪ من إجمالي إنتاج الغاز الطبيعي في الولايات المتحدة.

## التنقيب عن الغاز الطبيعي
في عام 2010، حفرت هذه الصناعة واستكملت 16696 بئرًا للغاز بصورة أساسية، أكثر بقليل من عدد الآبار المحفورة بصورة أساسية للنفط (15753). أنتجت العديد من الآبار النفط والغاز، وأنتجت آبار النفط 18 في المئة من إنتاج الغاز الأمريكي في عام 2013. من آبار الغاز، 1105 بئر تنقيب، و 15591 بئر إنمائي.
كان يُنظر إلى عدد حفارات الغاز النشطة كمؤشرٍ رئيسي موثوقٌ به لإنتاج الغاز في المستقبل القريب. رغم ذلك، انخفض متوسط عدد الحفارات النشطة للغاز كل عام على مدى أربع سنوات متتالية منذعام 2010 (942 جهاز حفر) إلى عام 2014 (332 جهاز حفر)، وهو انخفاضٌ تعادل نسبته 65 في المئة، حتى عندما ارتفع إنتاج الغاز كل عام عن ذات الفترة، من 21.3 تريليون قدم مكعب في عام 2010 إلى 25.7 تريليون قدم مكعب في عام 2014، بزيادةٍ قدرها 21 في المئة. وارتفعت الاحتياطيات المؤكّدة المتبقية ارتفاعًا إجماليًا، من 301 تريليون قدم مكعب في 2013 إلى 338 تريليون قدم مكعب في 2013 (السنة الأخيرة التي توفّرت فيها احتياطيات) بزيادةٍ قدرها 11 بالمئة. وقد جرى تعليل ارتفاع إنتاج الغاز على الرغم من وجود عددٍ أقل من حفارات التنقيب بزيادة الكفاءة في الحفر، وزيادة إنتاجية آبار الغاز الصخري. 

## إنتاج الغاز الطبيعي
أفضل حقول الغاز المنتجة في الولايات المتحدة، عام 2013
| الترتيب                           | الحقل                    | الحالة                 | عام الاكتشاف | مليار قدم مكعب/ سنويًا |
| 1                                 | مارسيلوس الحجري          | بنسلفانيا وغرب فرجينيا | 2008         | 2836                  |
| 2                                 | شرق نيوارك بارنيت الصخري | تكساس                  | 1981         | 1952                  |
| 3                                 | هاينسفيل الصخري          | لويزيانا وتكساس        | 2008         | 1426                  |
| 4                                 | مجموعة إيغل فورد         | تكساس                  | 1962         | 1112                  |
| 5                                 | فايتفيل الصخري           | أركانساس               | 2005         | 1025                  |
| 6                                 | حوض سان خوان             | نيو مكسيكو وكولورادو   | 1927         | 1025                  |
| 7                                 | كارتدج                   | تكساس                  | 1936         | 653                   |
| 8                                 | حقل غاز بينيدال          | وايومينغ               | 1955         | 568                   |
| 9                                 | سبرابيري                 | تكساس                  | 1949         | 307                   |
| 10                                | حقل غاز واتنبرغ          | كولورادو               | 1970         | 305                   |
| الإنتاج السنوي لعام 2013. المصدر: |                          |                        |              |                       |

تنشر إدارة معلومات الطاقة الأمريكية البيانات السنوية لإنتاج الغاز الطبيعي مصنّفةً وفقًا للنوع: آبار نفط تقليدية وآبار غاز وآبار ميثان سرير الفحم وآبار الغاز الصخري.

### النفط والغاز
تُنتج معظم حقول النفط بعض الغاز، والعكس بالعكس، لكن نسبة النفط والغاز تتفاوت تفاوتًا كبيرًا. في الحقول المطوّرة لإنتاج النفط، يكون الغاز الطبيعي على شكل خامٍ يسمّى الغاز المصاحب للنفط. وتنتج بعض الحقول، التي تسمّى حقول «الغاز الجاف»، الغاز فقط. من بين الحقول العشرة الأولى المنتجة للغاز في الولايات المتحدة، هناك حقلٌ واحد فقط، إيغل فورد، يعدّ أيضًا من بين أكبر عشرة حقول نفط. انخفض عدد الآبار المصنّفة على أنها آبار غازٍ تقليدي في السنوات الأخيرة، إذ حلّت محلّها آبار الغاز الصخري.
يجري استخدام الغاز المصاحب من آبار النفط على غرار مصادر الغاز الطبيعي الأخرى، أو يمكن إعادة ضخّه للتخزين وتعزيز إنتاج النفط. في بعض الحالات، يمكن لمشغل البئر تصنيف الغاز كمنتج للنفايات، وقد يجري تنفيس أو حرق كمياتٍ كبيرة من الغاز عن ساب عمد اعتمادًا على اللوائح المحلية.

### ميثان سرير الفحم الحجري
بلغ إنتاج غاز الميثان من سرير الفحم في الولايات المتحدة ذروته عند 1.97 تريليون قدم مكعب في عام 2008، عندما شكّل 7.8 في المئة من إنتاج الغاز الأمريكي. بحلول عام 2018، انخفض إنتاج غاز الميثان من سرير الفحم إلى 0.95 تريليون قدم مكعب.

### الغاز الصخري
منذ عام 2000، أصبح الغاز الصخري مصدرًا رئيسيًا للغاز الطبيعي في الولايات المتحدة. ارتفع الإنتاج أكثر من عشرة أضعاف من عام 2007 إلى عام 2018، عندما ساهم الغاز الصخري بنسبة 23.6 تريليون قدم مكعب، أي 63% من إنتاج الغاز في الولايات المتحدة، وكان ما يزال آخذًا في الازدياد.

## اقرأ أيضا
- انتاج الغاز الصخري في الولايات المتحدة